# Бронђо (Леко)
Бронђо је насеље у Италији у округу Леко, региону Ломбардија.
Према процени из 2011. у насељу је живело 1167 становника. Насеље се налази на надморској висини од 295 м.